# Laurentius Svenonius Rystadius
Laurentius Svenonius Rystadius, född i Rystads socken, död 1668 i Näsby socken, han var en svensk kyrkoherde i Näsby församling. 

## Biografi
Laurentius Svenonius Rystadius föddes i Rystads socken och var son till bonden därstädes. Han prästvigdes 24 mars 1651 till komminister i Kärna församling och blev 1657 kyrkoherde i Näsby församling. Han avled 1668 i Näsby socken.

### Familj
Rystadius gifte sig med Kirstin Larsdotter. Hon var dotter till kyrkoherden Laurentius Olavi Hulthenius i Östra Skrukeby socken.